# Обыкновенная солнечная рыба
Обыкновенная солнечная рыба, или солнечный окунь, или обыкновенный солнечник, или царёк (лат. Lepomis gibbosus) — лучепёрая рыба семейства центрарховых отряда окунеобразных. Популярная аквариумная рыба.

## Описание

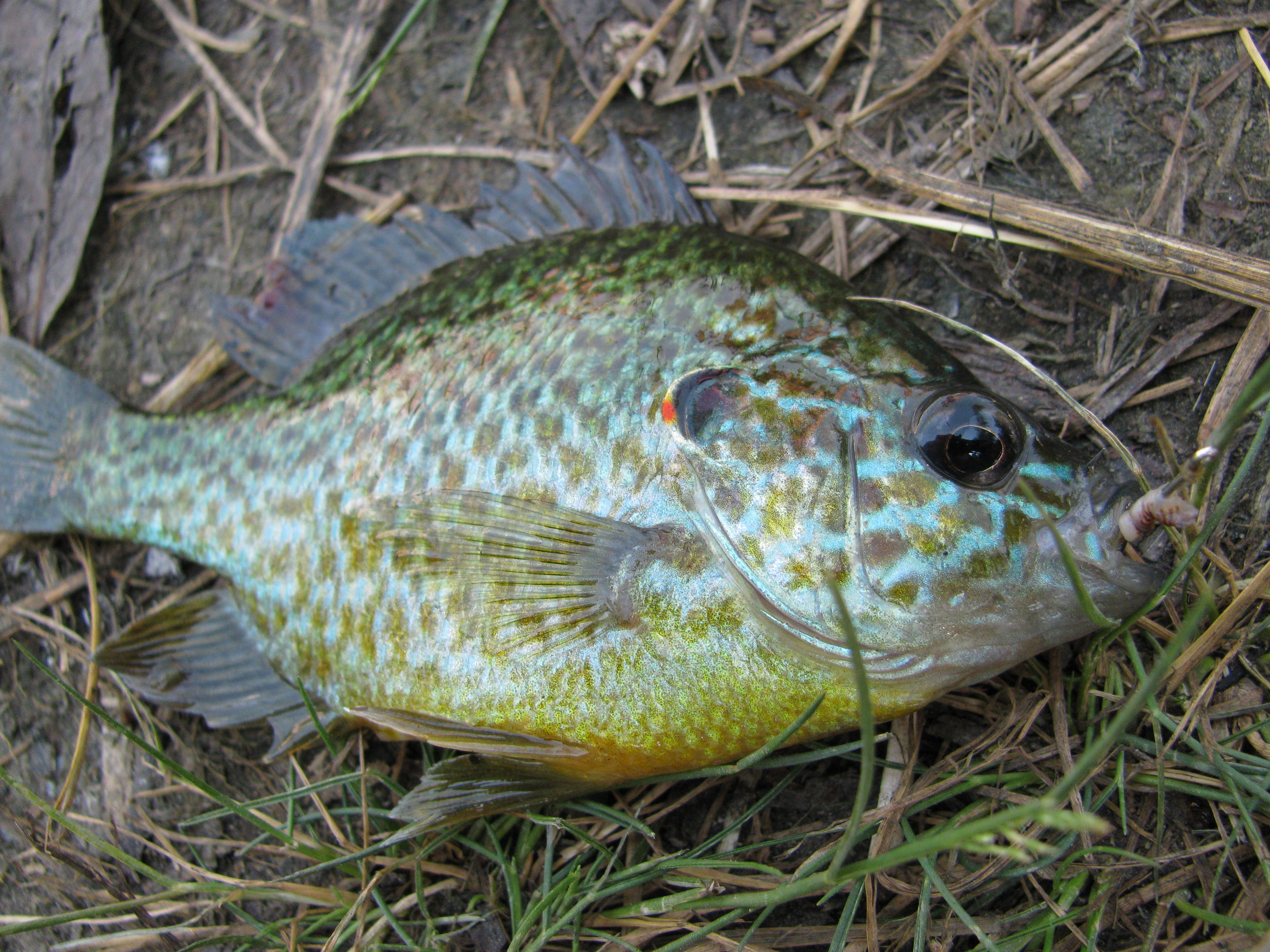
Солнечный окунь, нижний Днепр

Обыкновенный солнечник может достигать длины от 15 до 30 см, однако большинство особей в водоеме не крупнее 10см, что может быть связано с особенностями нагула. Самец окрашен ярче, на жаберной крышке у него имеется чёрное пятно в красной окантовке. У самки окантовка обычно отсутствует или выражена слабо. Как и у обыкновенного окуня, задний край жаберной крышки образует острый шип. Спинной плавник цельный, передние 10—12 лучей жёсткие заостренные, остальные 9—11 лучей мягкие, брюшные плавники имеют 1 заостренный и 5 мягких лучей, анальный — 3—5 заостренных и 9—12 мягких, хвостовой плавник симметричен. Чешуя достаточно жёсткая, циклоидная, средних размеров (48—70 в боковой линии). 
Челюстные кости небольшие, разрез рта горизонтальный или слегка направлен вверх, на губных костях имеются мелкие, похожие на щетинки, зубы. 
Стайная рыба, предпочитает каменистые мелководья водоёмов с хорошим прогревом воды, также держится заросших участков, окраска изменяется в зависимости от окружающей обстановки, наиболее яркая у половозрелых самцов, пойманных на каменистых россыпях в первой половине лета. Икринки относительно крупные (1,5—3 мм), немногочисленные (200—500), клейкие, ярко-жёлтого или оранжевого цвета, нерест начинается только при достаточном прогреве воды (не менее 18—20 °C). Самец носит во рту мелкие камешки, складывая их в виде колец, холмиков или других конструкций, устраивая гнездо для привлечения самок, икринки откладываются на поверхность камней, растительности или затопленного крупного мусора на некотором удалении от гнезда. Самец некоторое время находится около кладки, охраняя её от других рыб, но если был потревожен крупным хищником или пойман на крючок и отпущен, покидает её.

## Распространение

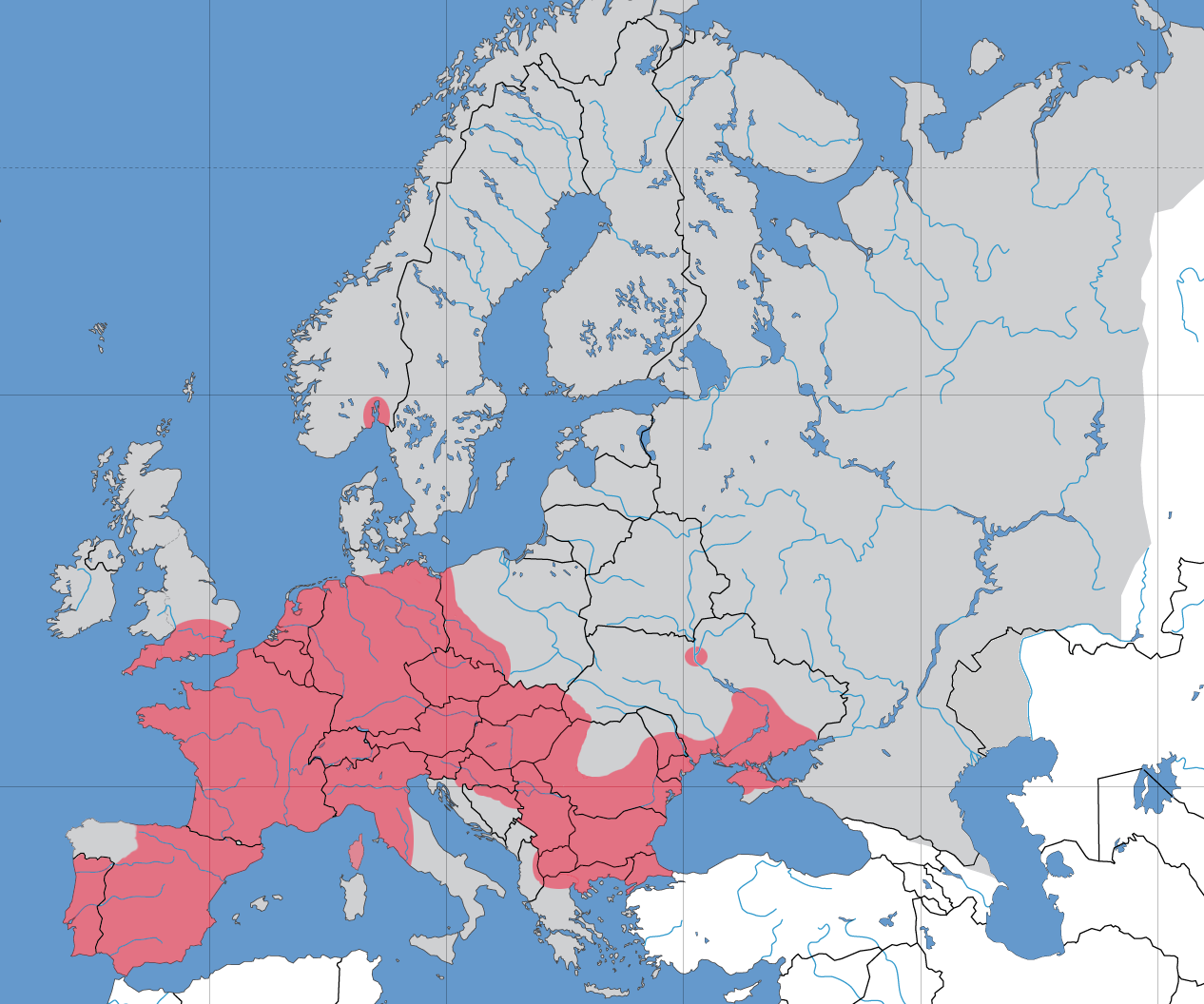
Распространение в Европе (красный)

Естественный ареал солнечного окуня — Северная Америка от Северной Дакоты до Нью-Джерси и от Гудзонова залива до Южной Каролины.
Вид был интродуцирован в Европу, за исключением Северной Европы. Первые упоминания о данном виде как объекте аквариумистики встречаются с 1836 года, видимо, тогда же он мог попасть в открытые водоемы. Солнечный окунь был целенаправленно выпущен в открытые водоемы Франции в 1877 году как объект спортивной рыбалки и быстро распространился по рекам, прудам и озёрам. В 1880 году этот вид уже появился в Германии. Начиная с конца ХХ — начала XXI века стал регулярно встречаться в бассейне рек, впадающих в Чёрное море. Обитает в спокойных, сильно заросших растительностью водоёмах и небольших речках.
Промысловой ценности не представляет, на большинстве водоемов Восточной Европы является сорным инвазивным видом, представляющим существенную пищевую конкуренцию молоди местных хищных видов рыб, а также наносит урон рыбному хозяйству, поедая молодь ценных видов, таких как судак, лещ, плотва, карп и т. д.

## Питание
В основном рыба питается пиявками, ракообразными, насекомыми и их личинками, а также мальками рыб, чем может причинять некоторый вред рыбному хозяйству, обитая в местах разведения ценных видов.
Половозрелость наступает в возрасте двух лет. Продолжительность жизни на воле составляет от шести до восьми лет, в неволе — до 12 лет.